# Stazione di Gualdo Tadino
Stazione di Gualdo Tadino vasútállomás Olaszországban, Umbria régióban, Gualdo Tadino településen.

## Vasútvonalak
Az állomást az alábbi vasútvonalak érintik:
- Ancona–Orte -vasútvonal

## Kapcsolódó állomások
A vasútállomáshoz az alábbi állomások vannak a legközelebb: 
- Stazione di Gaifana
- Stazione di Fossato di Vico-Gubbio